# هيلينا غاتريدج
هيلينا غاتريدج (8 أبريل 1879 – 1 أكتوبر 1960) كانت نسوية، ومناصرة لحقوق المرأة، ونقابية، وأول امرأة تحصل على عضوية في مجلس المدينة في فانكوفر، كولومبيا البريطانية، كندا. عُرفت هيلينا بكونها رائدة في الضغط من أجل حقوق المرأة في كولومبيا البريطانية في الوقت الذي لم تكن فيه المساواة بين الجنسين قد أصبحت حركة اجتماعية وخطابًا بارزين بعد.
وُلدت في باترسي في لندن في العصر الفيكتوري بإنجلترا، وهي الابنة الثانية لعائلة غاتريدج. عندما أصبحت في سن الرابعة عشرة، حرمت هيلينا من إكمال تعليمها بسبب الطبقية الاجتماعية والتمييز بين الجنسين. غادرت هيلينا المنزل في نفس العام من أجل متابعة تعليمها، وفقدت التواصل مع عائلتها تدريجيًا. منذ عام 1893 وحتى عام 1911، وفي أثناء عملها خيّاطةً في لندن كي تساعد نفسها وتوفر المال من أجل تعليمها، انخرطت هيلينا أيضًا بشكل نشط في حركة حق التصويت للنساء في المملكة المتحدة. انضمت إلى الاتحاد الاجتماعي والسياسي للمرأة (دبليو إس بّي يو)، الذي زودها بخبرات ومهارات سياسية وافرة وضعت الأساس لمسيرتها السياسية.
في سبتمبر عام 1911، أبحرت هيلينا إلى أقصى غرب كندا. وانخرطت على الفور بشكل نشط في حركة من أجل حق التصويت للنساء في فانكوفر، وقضت معظم وقتها هناك في مساعدة النساء اللواتي يواجهن صعوبات اقتصادية. بعد أن أصبحت عضوًا في اتحاد الكومنولث التعاوني (سي سي إف) في عام 1932، ركزت هيلينا في حياتها المهنية على الحملة المقامة من أجل السياسات الاشتراكية في كولومبيا البريطانية استجابةً للضربة المالية بسبب الكساد الكبير. في عام 1937، انتُخبت بصفتها أول مستشارة أنثى في مدينة فانكوفر. خلال فترة عملها في المنصب، جعلت هيلينا من السكن الاجتماعي المدعوم من قبل الحكومة أولويتها. كانت معظم سياساتها موجهة نحو غايات اشتراكية. فازت هيلينا بإعادة ترشيحها للانتخاب في عام 1939، لكنها خسرت في كل من عامي 1940 و1941.
بعيدًا عن عملها النشط في السياسية، شاركت هيلينا أيضًا في العمل الاجتماعي. أصبحت عاملة دعم للسكان الكنديين اليابانيين في ليمون كريك منذ عام 1942 وحتى عام 1945. خلال سنوات تقاعدها، بقيت هيلينا منخرطةً في القضايا المتعلقة بحقوق المرأة رغم تلاشيها من المشهد السياسي.
من أفضل ما ذُكرت فيه هيلينا غاتريدج هو دورها القيادي في النشاطات العمالية، ومساهمتها في النهوض بقضية المساواة في الأجور في كولومبيا البريطانية، وانتخابها كأول امرأة تحصل على عضوية في مجلس مدينة فانكوفر والتزامها الدائم برفع مكانة المرأة.

## حياتها المهنية

### حياتها السياسية
بدأت هيلينا مشاركتها المستمرة في السياسة والإصلاحات الاجتماعية مع حركة حق المرأة في التصويت في المملكة المتحدة وانخراطها في الاتحاد الاجتماعي والسياسي للمرأة (دبليو إس بّي يو). كان دبليو إس بّي يو منظمة تقدمية للنساء فقط، قامت بحملات من أجل حق المرأة في التصويت. كان الموضوع الرئيسي الذي يتردد صداه خلال أنشطتهن هو «حق المرأة في التصويت».
تلقت هيلينا من خلال عملها مع دبليو إس بّي يو الكثير من التوجيه والتدريب حول إلقاء الخطب العامة المقنعة والعاطفية. عُرفت بشكل كبير داخل المنظمة بقدراتها القيادية ومهاراتها الإدارية. طوال عام 1910، أصبح مشهد هيلينا وهي تلقي خطبًا عامةً وتنظم مواكب ضخمة إلى جانب ناشطين آخرين من أجل حق التصويت، مثل ماري براكنبيري، مشهدًا متكررًا في شوارع لندن. علاوة على ذلك، تعلمت هيلينا الخطابة العامة وأساليب القيام بفعاليات من ناشطات من أجل حق التصويت مثل إميلين بانكيرست.
كان لحركة المطالبة بحق التصويت التي قامت بها منظمة دبليو إس بّي يو تأثيرات وتداعيات دولية واسعة النطاق. قال أحد الأعضاء في قسم فرعي للدبليو إس بّي يو لرئيس الوزراء الكندي آنذاك  روبرت بوردن «نحن لسنا جمعية وطنية، لكننا إمبراطورية... وقد طلب منا الأعضاء في كندا مساعدتهم وإرشادهم... فلدينا أعضاء هاجروا إلى هناك». سعى المطالبون بحق المرأة البريطانيون إلى اثبات حركتهم المحلية من خلال دمج حق النساء اللواتي يعشن في أراضي الإمبراطورية الكبرى في التصويت.
كجزء من جهود منظمة دبليو إس بّي يو الرامية إلى تنشيط حركة التصويت في كندا، أُرسلت هيلينا إلى المنطقة الغربية من كندا. في 8 سبتمبر عام 1911، استقلت هيلينا القطار إلى إمبراطورة أيرلندا وأبحرت إلى كيبك. وعند وصولها، واصلت رحلتها نحو كولومبيا البريطانية عبر سكة حديد المحيط الهادئ. في النهاية، تحولت نية هيلينا بالإقامة القصيرة الأمد في كولومبيا البريطانية إلى التزام دائم من أجل تحقيق المساواة بين الجنسين في تلك المنطقة.

### حركة الاقتراع في كولومبيا البريطانية بكندا
شملت الأوعية المركزية لحركة المطالبة بحق التصويت في كولومبيا البريطانية منذ عام 1910 وحتى عام 1917 اتحاد التمبرانس النسائي، والمجلس الوطني للمرأة، ونادي سيدات الجامعة، ورابطة المساواة السياسية في كولومبيا البريطانية، ومن بين جميع المنظمات السياسية المؤيدة لحق التصويت، اكتسبت رابطة المساواة السياسية في كولومبيا البريطانية، وهي منظمة ركزت على تحقيق حق المرأة في التصويت، الكثيرَ من الزخم بين نساء الطبقة الوسطى العاملة في البداية. ولكن، لم تكن الجهود المبذولة من أجل ضمان وصول المرأة إلى التصويت من قبل رابطة المساواة السياسية في هذه المرحلة فعالةً بشكل عام. من أجل إحياء حركة المطالبة بحق التصويت، تفرعت الرابطة بعد ذلك إلى منظمات أصغر وأكثر توجهًا نحو العمل مثل رابطة حق المرأة في التصويت، واتحاد حرية المرأة، وجمعية المساواة في الحقوق. من بين الفروع الثلاثة الجديدة، تبين أن رابطة حق المرأة في التصويت التي أسستها هيلينا غاتريدج كانت الأكثر نجاحًا.
سعت هيلينا إلى تنشيط حركة التصويت في كولومبيا البريطانية من خلال تأسيس رابطة حق المرأة في التصويت، والمساواة السياسية الرائدة. عقدت المساواة السياسية الرائدة اجتماعات مسائية متكررة للنساء العاملات في ليبور تيمبل في وسط مدينة فانكوفر، ونجحت رابطة حق المرأة في التصويت أخيرًا بالحصول على حق التصويت للنساء البيضاوات في جميع أنحاء كولومبيا البريطانية. في عام 1917، لم يُمنح حق التصويت للنساء من أصل آسيوي وهندي إلا بعد نهاية الحرب العالمية الثانية. قدّمت المزيد من المساهمات إلى حركة الحق في التصويت من خلال دعم النساء عبر المشاركة في تأسيس رابطة عمل المرأة واتفاق كارفيل هول التعاوني من أجل توفير العمل والمأوى للنساء المحتاجات.
علاوة على ذلك، في أثناء عملها على التخفيف من القضايا النسوية في الحركة العمالية، عملت هيلينا أيضًا كاتبة عمود في بي سي فيدريشينست، ومراسلة نسائية لجريدة ليبور غازيت التابعة لوزارة العمل الفيدرالية.

### التلاشي خارج المشهد السياسي
هُزم اتحاد الكومنولث التعاوني (سي سي إف) في ديسمبر عام 1939 خلال الانتخابات الفرعية الإقليمية، بعد أن هُزمت هيلينا وزميلها المرشح في الانتخابات ألفريد هاري. حمّل البعض هزيمة هيلينا بسبب رفضها الصارخ السماح لمدينة فانكوفر بالدفع مقابل زيارة الملك جورج السادس والملكة إليزابيث. علقت أنه «لا يجب أن نكون مسؤولين عن وضع سيرك يستفيد منه الآخرون. دع الناس المستفيدين من العرض يدفعون ثمنه». على الرغم من كون المدينة ملكية في الواقع، اعتقدت هيلينا أنه يجب على المدينة أن تنفق على الفقراء والجوعى والعاطلين عن العمل بدلًا من الترفيه عن العائلة المالكة. رُشحت هيلينا للانتخابات مرة أخرى في عامي 1940 و1941، ولم تنجح في كلتا المرتين.
لأنها لم تعد مسؤولةً عن المزيد من مسؤوليات المجلس، حولت هيلينا كل اهتمامها وطاقتها إلى السي سي إف من خلال رئاسة لجنة التنظيم والعمل مديرةً تنفيذية إقليمية للحزب حتى قرارها بالانتقال إلى ليمون كريك في عام 1942 للعمل عاملةً اجتماعية.